# Scorpion (microordenador)

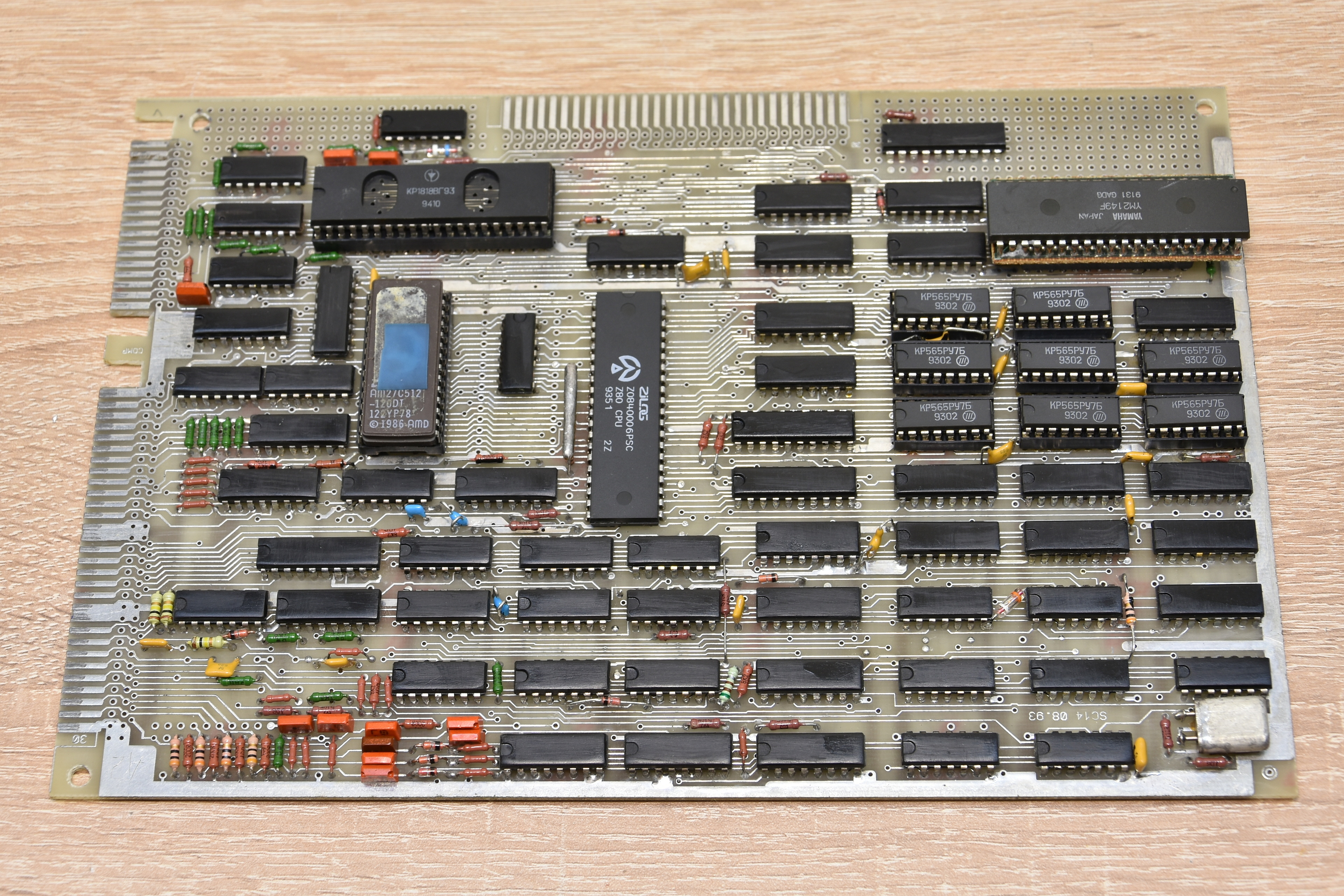
Placa de ordenador Scorpion ZS-256 Turbo.

Scorpion (en ruso, Скорпион) fue un ordenador clónico del ZX Spectrum muy popular, producido en San Petersburgo, Rusia, a partir de 1992 por Sergey Zonov (fabricante años antes también de otro clónico del ZX Spectrum, el Leningrad 48k). 
Llevaba un microprocesador compatible con el Z80 que trabajaba a 3,5MHz o 7MHz opcionalmente y se presentaba en configuraciones de 256 (Scorpion ZS 256) a 1024 kB (Scorpion ZS 1024) de memoria RAM, ampliables a 2MB. Se produjeron varias extensiones, incluyendo slots para un adaptador SMUC de dispositivos IDE e ISA, así como una tarjeta gráfica, la GMX Scorpion, que le añadía un modo gráfico de 640x200 y 16 colores.